# Helmut Schmidt (Ingenieur)
Helmut Schmidt (* 3. Juni 1943 in Böhmisch Kamnitz, Reichsgau Sudetenland, Deutsches Reich) ist ein deutscher Wissenschaftler und Politiker (SPD).

## Leben

### Herkunft, Ausbildung
Als Kleinkind wurde Schmidt nach dem Zweiten Weltkrieg mit seiner Familie aus der Tschechoslowakei vertrieben. Nach seinem mathematisch-naturwissenschaftlichen Abitur 1963 am Leibniz-Gymnasium in Düsseldorf studierte er nach einem Vorpraktikum Nachrichtentechnik, abgeschlossen 1970 mit der Humanistischen Prüfung und der Diplom-Hauptprüfung. Er promovierte 1978 zum Doktor-Ingenieur an der Technischen Universität Berlin (TU Berlin).

### Beruf
Von 1970 bis 1977 war Schmidt Wissenschaftlicher Mitarbeiter am Heinrich-Hertz-Institut (HHI, auch Fraunhofer HHI), wissenschaftlicher Assistent am Institut für Hochfrequenztechnik der TU Berlin, freier Mitarbeiter in der Wirtschaft und Wissenschaftlicher Angestellter bei der Senatsverwaltung für Wissenschaft, Forschung und Kultur in Berlin.
1978 wurde er Professor an der Fachhochschule der Deutschen Bundespost Berlin. 1982 war Schmidt ihr Prorektor. 1984 unternahm er als Fulbright-Stipendiant eine Studienreise in die USA.
1987 übernahm er von Uwe Rabenhorst das Amt des Rektors der Fachhochschule der Deutschen Bundespost Berlin. 1992 leitete er als Gründungsrektor der Fachhochschule Brandenburg (FHB, heute Technische Hochschule Brandenburg, THB) den Aufbau der neuen Hochschule mit 2.500 Studienplätzen als Zielzahl. 1995 wurde er ihr Rektor. 1998 war er Präsident der Fachhochschule für Technik und Wirtschaft Berlin (FHTW, heute: Hochschule für Technik und Wirtschaft Berlin, HTW Berlin).
Außerdem war er Mitglied im Verein Deutscher Elektrotechniker und im Hochschullehrerbund (hlb), und Vorsitzender des Kuratoriums der Alfred-Flakowski-Stiftung in Brandenburg an der Havel.

### Auszeichnungen
2001 erhielt Schmidt eine Auszeichnung des Centrums für Hochschulentwicklung als „best practice Hochschule“ für hervorragendes Hochschulmanagement, Auszeichnung als Reformfachhochschule des Stifterverbandes für die Deutsche Wissenschaft für beispielhaftes Existenzgründungskonzept.

### Politik
Schmidt ist seit 1969 Mitglied der SPD. Er war Mitglied in Fachausschüssen der SPD-Fraktion des Abgeordnetenhauses von Berlin und stellvertretender Vorsitzender des Fachausschusses Stadt des Wissens. Ab 2002 war er Oberbürgermeister der Stadt Brandenburg an der Havel, schied jedoch bereits im März 2003 krankheitsbedingt infolge von Überbelastung aus dem Amt.

„Ein kluger Mann, aber er war hier nicht zu Hause.“